# Karabasch
Karabasch (russisch Карабаш) ist eine Stadt in der Oblast Tscheljabinsk (Russland) mit 13.152 Einwohnern (Stand 14. Oktober 2010).

## Geografie
Die Stadt liegt am Ostrand des Südlichen Ural etwa 90 km nordwestlich der Oblasthauptstadt Tscheljabinsk.
Karabasch ist der Oblast administrativ direkt unterstellt.
Die Stadt ist über eine Zweigstrecke von der Station Pirit mit dem 45 Kilometer entfernten Kyschtym an der 1896 eröffneten Eisenbahnstrecke Jekaterinburg–Tscheljabinsk verbunden. Es handelt sich um eine ehemalige, 1910 eröffnete Schmalspurbahn, die nach 1945 auf Breitspur umgebaut wurde.

## Geschichte
Karabasch entstand 1822 als Grigori Sotows Goldsuchersiedlung. 1834 wurde in der Nähe eine goldhaltige Kupferkieslagerstätte entdeckt und auf deren Grundlage die Kupferhütte Soimanowski Sawod errichtet. 1907 wurde eine zweite Kupferhütte eröffnet und mit dem Bau einer weiteren am Berg Karabasch (turksprachig für schwarzer Kopf, in Bezug auf den nahen Berg).
Am 20. Juni 1933 erhielt der Ort Stadtrecht.
Im und nach dem Zweiten Weltkrieg bestand in dem Ort das Kriegsgefangenenlager 7516, dessen Insassen zu Arbeiten im Kupferbergwerk herangezogen wurden.

### Bevölkerungsentwicklung
| Jahr | Einwohner |
| ---- | --------- |
| 1939 | 38.318    |
| 1959 | 24.925    |
| 1970 | 20.018    |
| 1979 | 17.619    |
| 1989 | 17.006    |
| 2002 | 15.942    |
| 2010 | 13.152    |

Anmerkung: Volkszählungsdaten (1939 gerundet)

## Kultur und Sehenswürdigkeiten

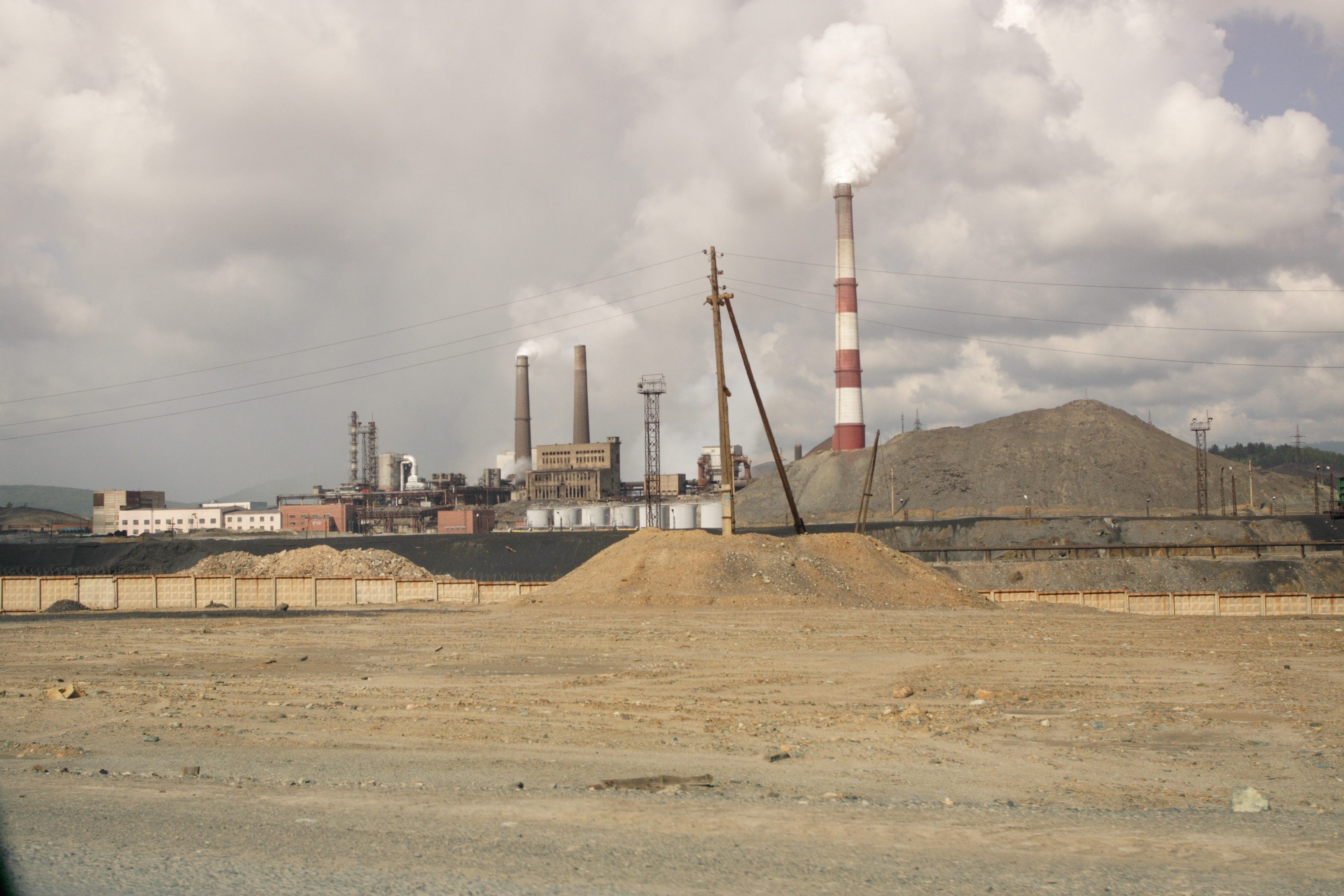
Kupferhütte Karabasch

Karabasch besitzt ein Heimatmuseum.

## Wirtschaft
Stadtbildendes Unternehmen ist die Kupferhütte (Karabaschmed AG), welche in der Vergangenheit für erhebliche Umweltverschmutzung verantwortlich war. So hat der am östlichen Stadtrand gelegene Berg jegliche Vegetation durch sauren Regen verloren.
Von der UNESCO wurde die Stadt auf die Liste der stärksten verschmutzten Städte der Welt gesetzt.